# Fundulus chrysotus
Fundulus chrysotus är en fiskart bland de äggläggande tandkarparna som först beskrevs av Günther 1866. Arten ingår i släktet Fundulus, och familjen Fundulidae. Inga underarter finns listade. Arten förekommer även som akvariefisk, och anses då relativt lättskött.

## Utseende
Vuxna exemplar av Fundulus chrysotus kan undantagsvis växa till uppemot 8,5 cm längd men blir vanligen inte längre än 4 cm. Utseendet varierar ofta mellan olika populationer. Grundfärgen är vanligtvis gråbrun till blågrön, men kan framför allt hos hanarna tona över mot rödorange. Hanarna brukar dessutom ofta bli något större än honorna, men i övrigt föreligger ingen tydligt könsdimorfism. Hos nästintill samtliga populationer är kroppen och de flesta fenorna markerade med spridda fläckar, som är mörkare är kroppens grundfärg. Det är vanligt med melanism, där dessa fläckar är något större, och svarta. Till skillnad från hos vissa av de levandefödande tandkarparna – som till exempel Black Molly, platy och svärdbärare – förekommer inte helsvarta melanistiska exemplar.

## Utbredning och biotoper

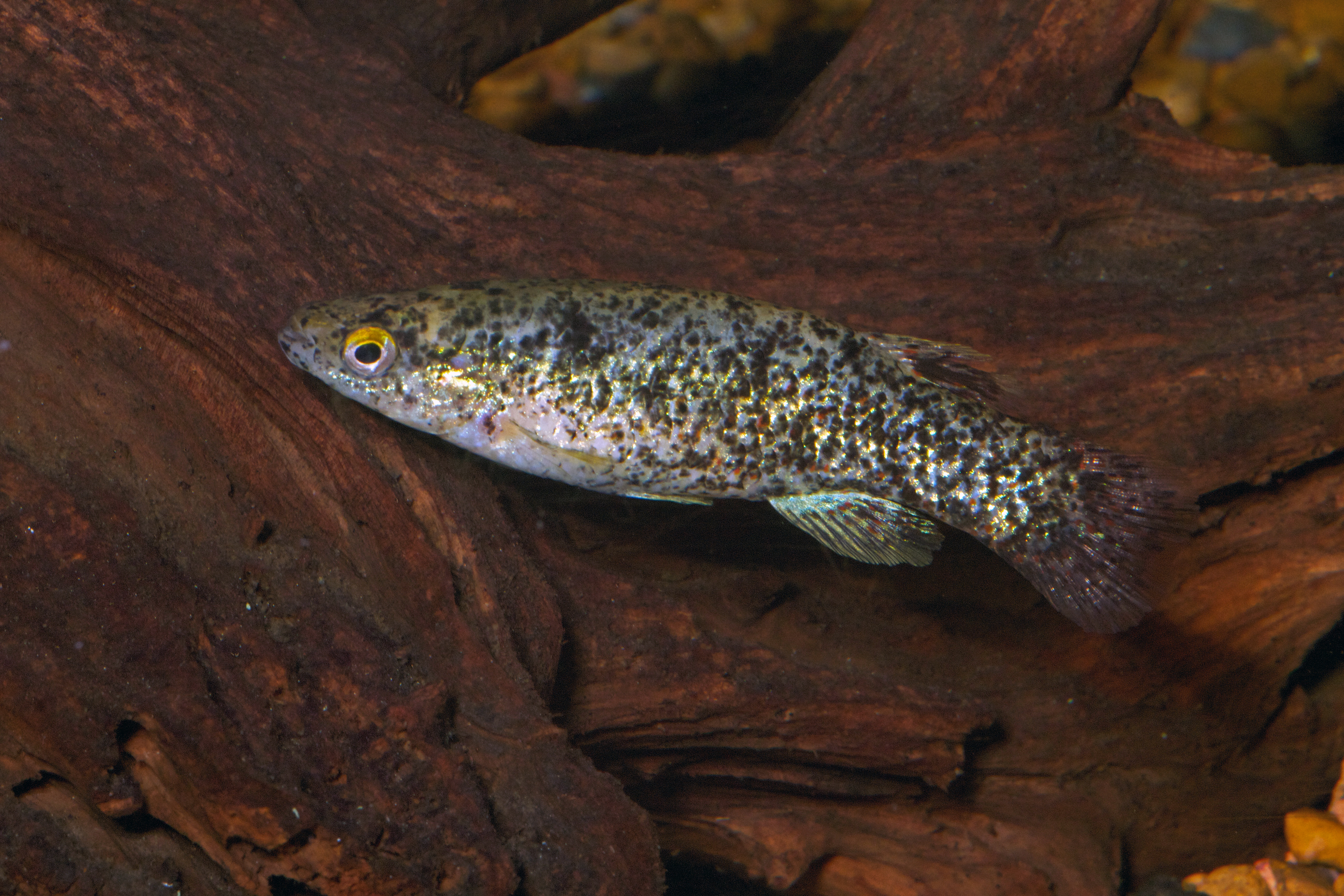
En melanistisk form av Fundulus chrysotus.

Arten lever uteslutande i USA, där den förekommer från Trinityflodens avrinningsområde i Texas i väst, till Santee-flodens avrinningsområde i South Carolina i öst. Däremellan återfinns den framför allt i Kentucky och Missouri i norr till Mississippiflodens delta i söder. Den finns även spridd på flera fyndorter i Florida.
I naturen förekommer Fundulus chrysotus i träsk, naturliga dammar med en stor del undervattenväxtlighet, långsamflytande bäckar och andra små till medelstora vattendrag.